# نيسرية شديدة الصفرة
نيسرية شديدة الصفرة (الاسم العلمي: Neisseria perflava) هي نوع من البكتيريا تتبع جنس النيسرية من فصيلة نظيرات النيسرية.